# I'll Be Missing You
"I'll Be Missing You" é uma canção ganhadora do Grammy Award e um single de grande sucesso gravado por Puff Daddy (agora conhecido como Diddy), Faith Evans e pela banda 112, em memória do rapper e artista Notorious B.I.G. que foi assassinado em 9 de março de 1997. A canção foi lançada como segundo single de Puff Daddy de seu álbum No Way Out. A base rítmica da canção consiste em um sampler do maior sucesso da banda britânica The Police, "Every Breath You Take", do álbum Synchronicity.
A canção foi citada como n° 84 na Lista das Maiores canções da Billboard.

## Desempenho nas paradas
"I'll Be Missing You" chegou ao topo das paradas em tabelas musicais pelo mundo. A canção foi número 1 nos Estados Unidos, no Reino Unido, na Austrália, no Canadá, na Alemanha, na Itália, na Holanda e na  Nova Zelândia. Esta canção foi uma das poucas a estrear como n° #1 na Billboard Hot 100 americana e a única canção de  rap a fazê-lo até o hit "Not Afraid" do rapper Eminem, treze anos depois. A canção quebrou o recorde de 11 semanas  em n° 1 na Hot 100, se tornando a canção de  hip-hop a ficar mais tempo em primeiro lugar  até  que a canção "Lose Yourself" do Eminem conseguiu ficar 12 semanas em primeiro em 2002.
A canção reentrou no UK Singles Chart em #32 em 8 de julho de 2007, dez anos depois do lançamento e dez anos depois de ficar em primeiro lugar nesta tabela.
A revista Blender nomeou a canção como a 25ª lista das "50 Piores Canções de Todos os Tempos", chamando a canção de "uma mistura nauseante de sentimentalismo e pieguice numa jogada de marketing."

## Faixas e formatos
Single
1. Puff Daddy & Faith Evans featuring  a banda 112 - "I'll Be Missing You"

Maxi-single
1. Puff Daddy & Faith Evans featuring 112 - "I'll Be Missing You"
2. The Lox - "We'll Always Love Big Poppa"
3. 112 - "Cry On"
4. Puff Daddy & Faith Evans featuring 112 - "I'll Be Missing You" [Instrumental]
5. The Lox - "We'll Always Love Big Poppa" [Instrumental]

## Tabelas musicais
| Paradas (1997)                    | Melhor posição |
| --------------------------------- | -------------- |
| Austrália ARIA Singles Chart      | 1              |
| Áustria Singles Chart             | 1              |
| Bélgica (Flanders) Singles Chart  | 1              |
| Bélgica (Wallonia) Singles Chart  | 3              |
| Canadá Singles Chart              | 1              |
| Dutch Top 40                      | 1              |
| Eurochart Hot 100                 | 1              |
| Finlândia Singles Chart           | 3              |
| França SNEP Singles Chart         | 2              |
| Alemanha Singles Chart            | 1              |
| Irlanda IRMA Singles Chart        | 1              |
| Itália Singles Chart              | 1              |
| Nova Zelândia RIANZ Singles Chart | 1              |
| Noruega Singles Chart             | 1              |
| Suécia Singles Chart              | 1              |
| Suíça Singles Chart               | 1              |
| UK Singles Chart                  | 1              |
| Billboard Hot 100                 | 1              |
| Billboard Hot R&B/Hip-Hop Songs   | 1              |
| Billboard Rhythmic Top 40         | 1              |
| Billboard Top 40 Mainstream       | 11             |
| Paradas (2009)                    | Melhor posição |
| UK R&B Chart                      | 22             |

| Paradas de fim de ano (1997)     | Posição |
| -------------------------------- | ------- |
| Austrália Singles Chart          | 4       |
| Áustria Singles Chart            | 2       |
| Bélgica (Flanders) Singles Chart | 4       |
| Bélgica (Wallonia) Singles Chart | 13      |
| Holanda Top 40                   | 1       |
| França Singles Chart             | 8       |
| Suíça Singles Chart              | 2       |

| País           | Certificação | Data                   | Vendas certificadas |
| -------------- | ------------ | ---------------------- | ------------------- |
| Austrália      | 2× Platina   | 1997                   | 140.000             |
| Áustria        | 2× Platina   | 19 de setembro de 1997 | 60.000              |
| Canadá         | Platina      | 27 de outubro de 1997  | 100.000             |
| França         | Ouro         | 6 de outubro de 1997   | 250.000             |
| Alemanha       | 3× Platina   | 1999                   | 1.500.000           |
| Países Baixos  | 2× Platina   | ?                      | 80.000              |
| Noruega        | Platina      | 1997                   | 10.000              |
| Suécia         | 2× Platina   | 14 de novembro de 1997 | 40.000              |
| Suíça          | Platina      | 1997                   | 50.000              |
| Reino Unido    | 2× Platina   | 1 de agosto de 1997    | 1.200.000           |
| Estados Unidos | 3× Platina   | 23 de julho de 1997    | 3.000.000           |